# メンフィス・グリズリーズのチーム記録
メンフィス・グリズリーズチーム記録はNBAのメンフィス・グリズリーズのチーム記録である。
現役選手の記録も取り上げる。各部門のランク中（現役）は現在このチームに在籍していることを表す。

## 通算得点
1. 11,733　マイク・コンリー（現役）
2. 11,684　マルク・ガソル
3. 9,261　ザック・ランドルフ
4. 8,966　パウ・ガソル
5. 8,562　ルディ・ゲイ
6. 7,801　シャリーフ・アブドゥル＝ラヒーム
7. 7,518　ジャレン・ジャクソン・ジュニア（現役）
8. 6,942　ジャ・モラント（現役）
9. 5,982　マイク・ミラー
10. 5,580　デズモンド・ベイン（現役）

## 通算リバウンド
1. 5,942　マルク・ガソル
2. 5,612　ザック・ランドルフ
3. 4,096　パウ・ガソル
4. 3,070　シャリーフ・アブドゥル＝ラヒーム
5. 2,758　ルディ・ゲイ
6. 2,745　ブライアント・リーブス
7. 2,386　ロレンゼン・ライト
8. 2,327　マイク・コンリー（現役）
9. 2,258　ジャレン・ジャクソン・ジュニア（現役）
10. 2,128　ストロマイル・スウィフト

## 通算アシスト
1. 4,509　マイク・コンリー（現役）
2. 2,639　マルク・ガソル
3. 2,267　ジャ・モラント（現役）
4. 2,069　ジェイソン・ウィリアムス
5. 1,675　マイク・ビビー
6. 1,473　パウ・ガソル
7. 1,351　マイク・ミラー
8. 1,285　タイアス・ジョーンズ（現役）
9. 1,179　デズモンド・ベイン（現役）
10. 1,085　ザック・ランドルフ

## 通算ブロック(73-74シーズンから)
1. 1,135　マルク・ガソル
2. 877　パウ・ガソル
3. 777　ジャレン・ジャクソン・ジュニア（現役）
4. 607　ストロマイル・スウィフト
5. 428　シェーン・バティエ
6. 420　ルディ・ゲイ
7. 374　シャリーフ・アブドゥル＝ラヒーム
8. 302　ブライアント・リーブス
9. 250　ロレンゼン・ライト
10. 246　ブランドン・クラーク（現役）

## 通算スティール(73-74シーズンから)
1. 1,161　マイク・コンリー（現役）
2. 796　トニー・アレン
3. 708　マルク・ガソル
4. 640　ルディ・ゲイ
5. 523　シェーン・バティエ
6. 429　ザック・ランドルフ
7. 416　シャリーフ・アブドゥル＝ラヒーム
8. 414　ジャレン・ジャクソン・ジュニア（現役）
9. 372　ジェイソン・ウィリアムス
10. 333　O・J・メイヨ

## 出場試合
1. 788　マイク・コンリー（現役）
2. 769　マルク・ガソル
3. 551　ザック・ランドルフ
4. 479　ルディ・ゲイ
5. 476　パウ・ガソル
6. 462　トニー・アレン
7. 453　マイク・ミラー
8. 441　ストロマイル・スウィフト
9. 419　シェーン・バティエ
10. 407　ジャレン・ジャクソン・ジュニア（現役）

## 3ポイントシュート（NBAでは79-80より公式記録）成功
1. 1,086　マイク・コンリー（現役）
2. 844　マイク・ミラー
3. 812　デズモンド・ベイン（現役）
4. 704　ジャレン・ジャクソン・ジュニア（現役）
5. 573　ディロン・ブルックス（現役）
6. 500　ジェイソン・ウィリアムス
7. 488　ルディ・ゲイ
8. 477　O・J・メイヨ
9. 415　ジャ・モラント（現役）
10. 403　シェーン・バティエ

## フリースロー成功
1. 2,701　マルク・ガソル
2. 2,301　パウ・ガソル
3. 2,283　マイク・コンリー（現役）
4. 2,147　シャリーフ・アブドゥル＝ラヒーム
5. 1,736　ザック・ランドルフ
6. 1,513　ジャ・モラント（現役）
7. 1,498　ジャレン・ジャクソン・ジュニア（現役）
8. 1,488　ルディ・ゲイ
9. 984　ストロマイル・スウィフト
10. 945　ブライアント・リーブス

## 50得点以上
52得点
- ジャ・モラント（vs SAS / 2022年2月28日）

## その他
- シーズン平均得点
- 27.4　ジャ・モラント
- 新人最多得点
- 17.8　ジャ・モラント
- トリプルダブル
- 11回　ジャ・モラント
- 5回　マルク・ガソル
- 3回　デロン・ライト
- かつてメンフィス (テネシー州)には、アメリカン・バスケットボール・アソシエーション (1967-1976年)のメンフィス・プロズがあった。

## 主なアメリカ国籍以外の選手
- アントニス・フォッシス（ギリシャ）
- ジェイク・サカリディス（ギリシャ）
- パウ・ガソル（スペイン）
- フアン・カルロス・ナバーロ（スペイン）
- マルク・ガソル（スペイン）
- セザリー・トリバンスキー（ポーランド）
- ディロン・ブルックス（カナダ）
- 渡邊雄太（日本）
- ブランドン・クラーク（カナダ）
- サンティ・アルダマ（スペイン）
- スティーブン・アダムズ（ニュージーランド）
- ザック・イディー（カナダ）
- 河村勇輝（日本）